# 斑皿盖蛛
斑皿盖蛛（学名：Allomengea adornata）为皿蛛科皿盖蛛属的动物。在中国大陆，分布于青海等地。该物种的模式产地在青海湟源。